# Lemnalia humesi
Lemnalia humesi is een zachte koraalsoort uit de familie Nephtheidae. De koraalsoort komt uit het geslacht Lemnalia. Lemnalia humesi werd in 1969 voor het eerst wetenschappelijk beschreven door Verseveldt. 